# La Torette

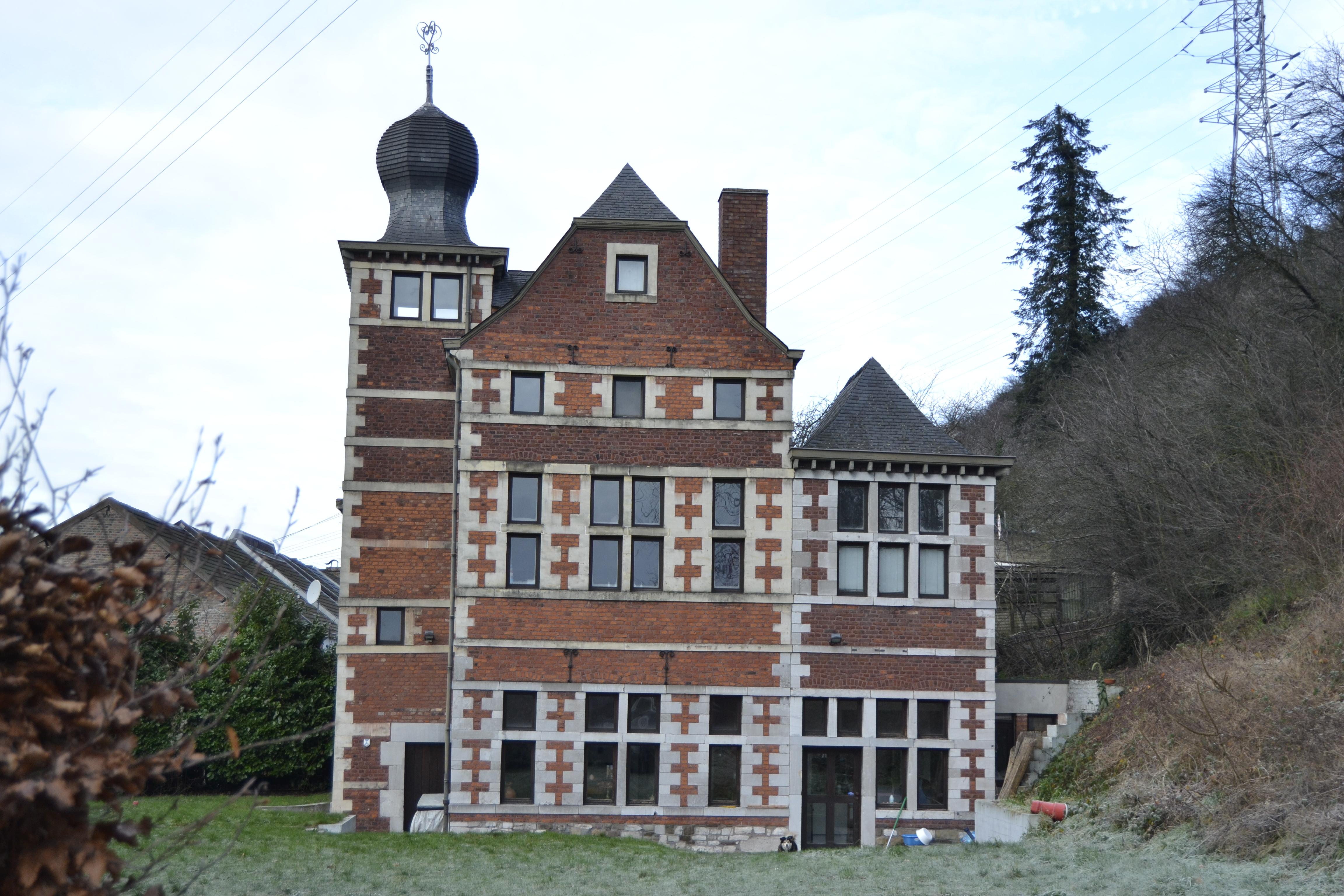
Maison La Torette

La Torette is een kasteelachtig huis, gelegen aan Rue Chiff d'Or 111 te Tilleur in de Belgische provincie Luik. Het ligt tegen de helling naar het Haspengouws Plateau aan, waar ooit wijngaarden te vinden waren.
Het huis werd gebouwd in 1662 op de fundamenten van een reeds in de 14e eeuw vermeld bouwwerk. Het is gebouwd in Maaslandse renaissancestijl, waarbij gebruik gemaakt is van baksteen, kalksteen en tufsteen. Hoekbanden en vensteromlijstingen in dezelfde stijl zijn kenmerkend voor het bouwwerk. Links van het -uit een hoog en een lager deel bestaand- huis is een traptorentje, gesierd met knopvormige, met leien bedekte spits.